# Hanka Rjelka
Hanka Rjelka (sorbisch Hanka Rjelcyna; * 20. Dezember 1983 in Räckelwitz als Hanka Mark) ist eine sorbische Schauspielerin.

## Leben
Hanka Mark debütierte als Elevin in der Spielzeit 2003/2004 am Deutsch-Sorbischen Volkstheater Bautzen und absolvierte ein Schauspielstudium an der Hochschule für Musik und Theater „Felix Mendelssohn-Bartholdy“ in Leipzig. Danach folgte von 2007 bis 2009 ein Engagement am Staatsschauspiel Dresden. Seit der Spielzeit 2009/2010 ist sie an der Neuen Bühne Senftenberg engagiert. Seit Februar 2020 ist Rjelka hauptamtliche Sorben/Wenden-Beauftragte des Landkreises Oberspreewald-Lausitz.

## Rollenauswahl
- Wilhelmine in „Grabbes Grab“ von Sewan Latchinian. Regie: Sewan Latchinian
- Herzogin von Angouleme in „Napoleon oder die hundert Tage“ von Christian Dietrich Grabbe. Regie: Peter Schroth
- Müllerstochter Ulrike in „Rumpelstilzchen“ von den Brüdern Grimm. Regie: Tobias Wartenberg
- Maggie in „Schattenboxen“ von Dennis Foon. Regie: Tanja Richter
- Ottilie in „Im Weißen Rössl“ von Benatzky. Regie: Johannes Zametzer
- Maria Lukjanowna Podsekalnikowa in „Der Selbstmörder“ von Nikolai Erdmann. Regie: Sewan Latchinian
- Franziska in „Minna von Barnhelm“ von Lessing. Regie: Esther Undisz
- Die Buhlschaft in „Jedermann“ von Hofmannsthal. Regie: Sewan Latchinian
- Eliza in „My fair Lady“ von Bernard Shaw. Regie: Johannes Zametzer
- Karin Thimm in „Die bitteren Tränen der Petra von Kant“ von Fassbinder. Regie: Amina Gusner
- Lilly Riesebach in „Weiskerns Nachlass“ von Christoph Hein. Regie: Sewan Latchinian
- Lucie in „Stella“ von Johann Wolfgang von Goethe. Regie: Amina Gusner
- Anne Frank in „Anne Frank, Tagebuch“ Fassung von Anja Fleischmann
- Jenny Hübner in „Jenny Hübner greift ein“ von Hartmut El Kurdi

## Auszeichnungen
- 2011: Theaterpreis des Fördervereins der Neuen Bühne Senftenberg